# Leon Wilkeson
 Leon Russell Wilkeson  (2 de abril de 1952 - 27 de Julho de 2001) foi o baixista da banda de Southernrock Lynyrd Skynyrd, a partir de 1972 até sua morte em um quarto de hotel em 2001. Nascido em 2 de abril de 1952 em Newport, Rhode Island, no entanto vivendo em Jacksonville, Flórida, Wilkeson se tornou um grande fã dos Beatles, tal como ele tentou aprender a tocar baixo, a fim de copiar o seu favorito membro do Fab Four, Paul McCartney.